# 항고
항고(抗告)는 판결 이외의 재판인 결정·명령에 대한 간이한 상소. 모든 결정·명령에 대하여 항고가 되는 것이 아니며 법률이 항고할 수 있다고 정한 것에 한한다. 결정·명령은 소송절차상 문제가 된 사항에 대한 법원의 판단이며 그 판단을 빨리 확정하여 절차상의 다툼을 없애고 소송절차를 속행하는 편이 안정되므로 중요한 문제에 대한 결정·명령에 항고를 인정하고 있는 것이다. 따라서 항고절차는 간이·신속하게 할 수 있도록 정하고 있다. 즉 항고심 절차도 결정 절차와 같이 임의적 변론으로 행하여진다. 또한 결정·명령은 판결과 달리 그 기속력(羈束力)은 없으며 결정·명령을 한 자가 스스로 잘못을 인정하게 되면 언제든지 그것을 정정할 수 있는 재판이므로 결정·명령에 불복이라는 이유로 항고가 신청되었을 경우에 즉시 그 문제를 상급의 항고심으로 이송하여 결정·명령의 당부를 심판시키는 것보다 그 결정·명령을 재판한 법원에 반성하는 기회를 주고 잘못되었다고 인정하게 되면 스스로 정정시키는 것이 타당하다. 이러한 점은 항고가 항소·상고와는 현저하게 다른 것이다.

## 항고의 종류
항고에는 '보통항고'와 '즉시항고'가 있다. 보통항고는 특히 기간의 정함이 없으며 그 이익이 있는 한에는 언제든지 행사할 수가 있다. 즉시 항고는 신속하게 결정할 필요가 있는 사항에 대하여 일정한 불변기간 안에 한하여 행함을 허용하고 있으며 또한 항고를 하게 되면 그 재판의 집행력이 정지하게도 된다.
항고법원의 결정과 고등법원의 결정 및 명령에 관하여는 새로이 대법원에 재항고를 제기할 수 있다. 재항고는 판결절차에 있어서의 상고에 해당하는 것으로 이 절차에는 상고에 관한 규정이 준용된다. 재항고 이유서 제출에 관하여는 항고기간의 제한이 있는 즉시 항고에 적용된다고 본다. 항고의 제기는 법률이 특별히 정한 경우에만 인정되므로 불복을 신청할 수 없는 결정이나 명령에 대하여는 재판의 영향을 미친 헌법 또는 법률의 위반이 있음을 이유로 하는 때에 한하여 대법원에 특별항고를 제기할 수 있다

### 즉시항고
즉시항고란 7일이내에 제기하는 항고로서 입법자가 특히 즉시 항고할 수 있다는 규정을 둔 경우에 한하여 인정되는 입법정책적인 것이다. 입법과정에서 증거개시제도의 실효성을 담보하기 위하여 즉시항고규정을 두자는 주장이 있었으나, 절차의 신속을 저해한다는 반론에 부딪혀 입법에 반영되지 못하였다.

### 준항고
법관(재판장 또는 수명법관)이 한 일정한 재판(예；기피신청을 기각한 재판,구금·보석·압수에 관한 재판 등) 또는 수사기관(검사 또는 사법경찰관)이 행한 일정한 처분(예；구금·압수 또는 압수물의 환부에 관한 처분)에 대하여 불복이 있을 경우에 그 법관소속의 법원 또는 그 수사기관의 직무집행지의 관할법원이나 검사의 소속검찰청에 대응한 법원에 대하여 그 재판 또는 처분의 취소나 변경을 청구할 수 있다(416조,417조). 준항고는 상급법원의 심판에 의한 실질적으로 상소에 준(準)한다고 생각되므로 법은 이를 항고의 장(章)에 규정하고 그 절차에 관하여도 일반항고의 절차를 많이 준용하고 있다(419조).

### 재항고
항고법원 또는 고등법원의 결정에 대하여는 원칙적으로 항고할 수 없으나, 그것이 재판에 영향을 미친 헌법·법률·명령 또는 규칙의 위반이 있음을 이유로 하는 때에 한하여 대법원에 즉시항고를 할 수 있다(415조). 이를 재항고 또는 '특별항고'라고 한다.